# Blang Gelinggang
Blang Gelinggang is een bestuurslaag in het regentschap Aceh Selatan van de provincie Atjeh, Indonesië. Blang Gelinggang telt 826 inwoners (volkstelling 2010).